# Line Ouellet
Pour les articles homonymes, voir Ouellet.
 (décembre 2012).
Si vous disposez d'ouvrages ou d'articles de référence ou si vous connaissez des sites web de qualité traitant du thème abordé ici, merci de compléter l'article en donnant les références utiles à sa vérifiabilité et en les liant à la section « Notes et références ».
Line Ouellet, née le 27 août 1958, est une administratrice et historienne de l'art. Après avoir été tour à tour directrice des expositions, directrice et conservatrice en chef du Musée national des beaux-arts du Québec (MNBAQ), elle est présidente du Conseil du patrimoine culturel du Québec depuis 2018.

## Biographie
Line Ouellet est détentrice d’un baccalauréat (1980) et d’une maîtrise (1984) en histoire de l’Université Laval (Québec, Canada) et a obtenu, en 1983, un Certificate of Proficiency in English (CPE) de l’Université de Cambridge (Angleterre).
Entre 1984 et 1988, au sein du magazine Continuité, une publication destinée au patrimoine québécois, elle a occupé tour à tour les postes de responsable des communications et de rédactrice adjointe avant de devenir la directrice et la rédactrice en chef du magazine. 
C’est en 1988 qu’elle devient chargée de projet au service des expositions thématiques du Musée de la civilisation de Québec. À partir de 1993 et jusqu’en 1999, elle assure la direction du service des expositions thématiques, puis celle du service de l’éducation avant de quitter en 1999 le Musée de la civilisation pour le Musée national des beaux-arts du Québec à titre de directrice des expositions. L’éducation s’ajoute à cette direction, entre 2000 et 2006. C’est à compter de 2006 qu’elle quitte la direction de l’éducation pour piloter les publications scientifiques du musée, tout en demeurant à la tête de la direction des expositions. En 2011, elle obtient la direction générale du Musée national des beaux-arts du Québec.
Line Ouellet est membre des comités organisateurs du North American Exhibition Organizers (NAEO) et du International Exhibition Organizers (IEO).
Elle est membre du jury du Festival international du livre d'art et du film à Perpignan en juin 2013.

## Expositions et publications

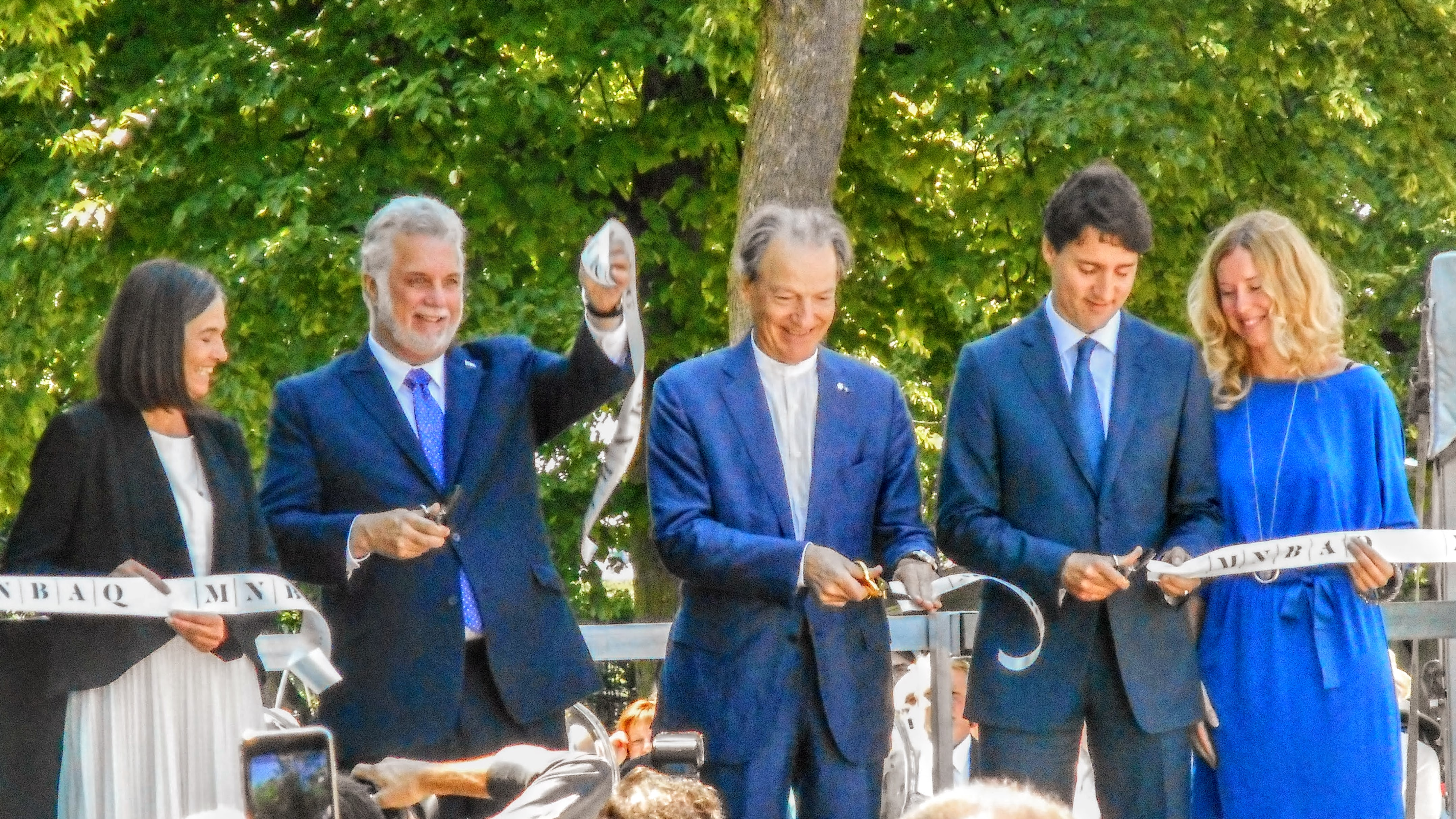
Line Ouellet, à gauche, au cours de l'inauguration officielle du pavillon Pierre-Lassonde du Musée national des beaux-arts du Québec le 24 juin 2016

Au cours de sa carrière, Line Ouellet a notamment participé à une vingtaine de conférences et a rédigé une trentaine d’essais et articles. Enfin, elle a supervisé plus de soixante-dix expositions ainsi qu’une quarantaine de publications.

### Liste des expositions au MNBAQ
Expositions présentées sous la direction de Line Ouellet au NMBAQ de 2000 à 2012.

#### Art canadien historique
- Napoléon Bourassa. La quête de l’idéal, présentée du 5 mai 2011 au 11 mars 2012.
- Marc-Aurèle Fortin. L’expérience de la couleur, présentée du 10 février au 8 mai 2011.
- Le Nu dans l’art moderne canadien, présentée du 8 octobre 2009 au 3 janvier 2010 et mise en circulation au Canada.
- Québec et ses photographes, 1850-1908. La collection Yves Beauregard, présentée du 25 septembre 2008 au 4 janvier 2009.
- Clarence Gagnon, 1881-1942. Rêver le paysage, présentée du 7 juin au 10 septembre 2006. Exposition également présentée au Musée des beaux-arts du Canada, du 6 octobre 2006 au 7 janvier 2007.
- Inuit. Quand la parole prend forme, présentée du 9 février au 7 mai 2006. Exposition organisée en collaboration avec le Muséum d’Histoire Naturelle de Lyon et le Musée de la Miniature de Montélimar.
- Edmond-Joseph Massicotte, illustrateur, présentée du 24 novembre 2005 au 30 avril 2006.
- Antoine Plamondon (1804-1895). Jalons d’un parcours artistique, présentée du 24 novembre 2005 au 9 avril 2006 et mise en circulation au Canada.
- Riopelle. Impressions sans fin, présentée du 20 octobre 2005 au 8 janvier 2006.
- Hommage à Jean Paul Lemieux, présentée du 3 février au 24 avril 2005. Exposition organisée avec la collaboration du Musée des beaux-arts du Canada.
- André Biéler, dessinateur et graveur, présentée du 17 avril au 17 août 2003 et mise en circulation au Canada.
- Suzor-Coté, 1869-1937. Lumière et matière, 10 octobre 2002 au 5 janvier 2003. Exposition organisée en collaboration avec le Musée des beaux-arts du Canada, à Ottawa, où elle a également été présentée du 24 janvier au 11 mai 2003.
- Le Fil de l’art. Les broderies des Ursulines de Québec, présentée du 6 juin au 17 novembre 2002.
- Madeleine Arbour. Espaces de bonheur, présentée du 8 novembre 2000 au 8 avril 2001.
- Louis-Philippe Hébert, 1850-1917. Sculpteur national, présentée du 7 juin au 3 septembre 2001. Exposition également présentée au Musée des beaux-arts du Canada, du 12 octobre 2001 au 6 janvier 2002.
- Henri Hébert, 1884-1950. Un sculpteur moderne, présentée du 4 octobre 2000 au 7 janvier 2001.

#### Art contemporain
- Chimère/Shimmer, présentée du 11 novembre 2010 au 3 avril 2011.
- Emporte-moi/Sweep me off my feet, présentée du 24 septembre au 13 décembre 2009. Exposition présentée en collaboration avec le MAC/VAL, musée d’art contemporain du Val-de-Marne, où elle a également été présentée du 7 mai au 5 septembre 2010.
- C’est arrivé près de chez vous. L’art actuel à Québec, présentée du 4 décembre 2008 au 12 avril 2009.
- Intrus/Intruders, présentée du 24 avril au 12 octobre 2008.
- Habiter : les œuvres d’Isabelle Hayeur, présentée du 4 octobre 2007 au 6 janvier 2008. Exposition organisée en collaboration avec Oakville Galleries.
- Michel de Broin. Machinations, présentée du 16 novembre 2006 au 15 avril 2007. Exposition organisée en collaboration avec la Galerie de l’UQAM.
- Fernand Leduc. Libérer la lumière, présentée du 11 mai au 15 octobre 2006.
- Œuvres de la collection Larivière du musée national des beaux-arts du Québec, présentée du 11 mai au 15 octobre 2006.
- Raconte-moi, présentée du 6 octobre 2005 au 9 avril 2006. Exposition organisée en collaboration avec le Casino Luxembourg – Forum d’art contemporain, où elle a également été présentée du 30 juin au 3 septembre 2006.
- Marie-Claude Pratte – H.A.C. (histoire de l’artiste contemporain), version revue et augmentée, présentée du 30 avril au 12 juin 2005.
- Au fil de mes jours, présentée du 3 février au 24 avril 2005 et mise en circulation au Canada.
- Avancer dans le brouillard, présentée du 21 octobre 2004 au 17 avril 2005.
- Frottements. Objets et surfaces sonores, présentée du 2 septembre au 28 novembre 2004.
- Alain Paiement. Le monde en chantier, présentée du 6 mai au 26 septembre 2004.
- Double jeu. Identité et culture, présentée du 1er avril au 3 octobre 2004.
- Mimi Parent et Jean Benoît. Surréalistes, présentée du 1er avril au 24 octobre 2004.
- Rita Letendre. Aux couleurs du jour, présentée du 13 novembre 2003 au 4 avril 2004 et mise en circulation au Canada.
- David Blatherwick. En pensant à toi, présentée du 13 novembre 2003 au 28 mars 2004 et mise en circulation au Canada.
- Viva Vittorio, présentée du 17 septembre 2003 au 29 février 2004 et mise en circulation au Canada.
- Doublures. Vêtements de l’art contemporain, présentée du 19 juin au 12 octobre 2003.
- Diane Borsato. Le projet Tic, présentée du 2 mai au 1er juin 2003.
- L’Emploi du temps. Acquisitions récentes en art actuel, présentée du 6 février au 25 mai 2003 et mise en circulation au Canada.
- Ellipse. L’art sur le Web, présentée du 13 novembre 2002 au 1er décembre 2003.
- Massimo Guerrera. Darboral, présentée du 13 novembre 2002 au 12 janvier 2003.
- Annie Thibault. Cercle de sorcières (version suspendue), présentée du 14 novembre 2002 au 9 février 2003.
- Patrick Coutu. Œuvres spatiales, présentée du 6 juin au 13 octobre 2002.
- Denis Juneau. Ponctuations, présentée du 13 décembre 2001 au 7 avril 2002.
- Ana Rewakowicz. A Perfect Gift [Un cadeau idéal], présentée du 6 décembre 2001 au 10 février 2002.
- Bill Vazan. Ombres cosmologiques, présentée du 27 septembre 2001 au 6 janvier 2002 et mise en circulation au Canada.
- Le Ludique, présentée du 27 septembre au 25 novembre 2001. Exposition également présentée au musée d'art moderne Lille Métropole, Villeneuve-d'Ascq, France, du 11 avril au 24 août 2003.
- Diane Landry. Les sédentaires clandestins, présentée du 8 février au 29 avril 2001.
- Abondance difficile à regarder, présentée du 7 décembre 2000 au 11 février 2001.
- La Nature des choses, présentée du 8 novembre 2000 au 22 avril 2001 et mise en circulation au Québec.
- Madeleine Arbour. Espaces de bonheur, présentée du 8 novembre 2000 au 8 avril 2001.

#### Art international
- Dans l’intimité des frères Caillebotte, peintre et photographe, présentée du 6 octobre 2011 au 8 janvier 2012.
- Du Greco à Dalí. Les grands maîtres espagnols de la collection Pérez Simón, présentée du 8 octobre 2010 au 9 janvier 2011. Exposition organisée en collaboration avec la Fondation JAPS, Mexico, et le musée Jacquemart-André à Paris.
- Haute couture. Paris, Londres, 1947-1957. L'âge d'or, présentée du 4 février au 25 avril 2010. Exposition mise en circulation par le Victoria and Albert Museum, Londres.
- Ingres et les modernes, présentée du 5 février au 31 mai 2009. Exposition organisée en collaboration avec le musée Ingres, Montauban, et le musée du Louvre.
- Zao Wou-ki. « Hommage à Riopelle » et peintures récentes, présentée du 4 décembre 2008 au 5 avril 2009.
- Le Louvre à Québec. Les arts et la vie, présentée du 5 juin au 26 octobre 2008. Exposition organisée en collaboration avec le musée du Louvre.
- Paris 1900. Collections du Petit Palais, Paris, présentée du 4 octobre 2007 au 6 janvier 2008. Exposition organisée en collaboration avec le Petit Palais, Musée des beaux-arts de la Ville de Paris.
- La Joie de vivre. Picasso au Château d'Antibes, présentée du 6 septembre 2007 au 17 février 2008. Exposition organisée en collaboration avec le musée Picasso à Antibes.
- De Cranach[Lequel ?] à Monet. Chefs-d’œuvre de la collection Pérez Simón, présentée du 31 mai au 3 septembre 2007. Exposition organisée en collaboration avec la Fondation JAPS.
- L’Univers baroque de Fernando Botero, présentée du 25 janvier au 29 avril 2007. Exposition mise en circulation par Art Services International.
- De Caillebotte à Picasso. Chefs-d’œuvre de la collection Oscar Ghez, présentée du 12 octobre 2006 au 7 janvier 2007. Exposition organisée en collaboration avec le Petit Palais de Genève.
- Camille Claudel et Rodin : la rencontre de deux destins, présentée du 26 mai au 6 septembre 2005. Exposition organisée en collaboration avec le musée Rodin, à Paris, et présentée au Detroit Museum of Art, du 9 octobre au 5 février 2006, et à la Fondation Pierre Gianadda, à Martigny, en Suisse, du 3 mars au 11 juin 2006.
- Copyright Rubens. L’art du grand imagier, présentée du 14 octobre 2004 au 9 janvier 2005. Exposition organisée en collaboration avec le musée royal des beaux-arts d’Anvers.
- Charles Cordier (1827-1905), sculpteur. L’autre et l’ailleurs, présentée du 10 juin au 6 septembre 2004. Exposition organisée en collaboration avec le musée d’Orsay, à Paris, et présentée au musée d'art Dahesh, à New York, du 12 octobre 2004 au 9 janvier 2005.
- Picasso et la céramique, présentée du 6 mai au 29 août 2004. Exposition organisée en collaboration avec le Gardiner Museum of Ceramic Art, à Toronto, où elle a été présentée, du 28 septembre 2004 au 23 janvier 2005, et présentée également au musée Picasso, à Antibes, du 12 février au 9 mai 2005.
- Vénus et Caïn. Figures de la préhistoire, 1830-1930, présentée du 9 octobre 2003 au 4 janvier 2004. Exposition organisée en collaboration avec le musée d'Aquitaine, à Bordeaux.
- Marquet au fil de l’eau, présentée du 24 mai au 7 septembre 2003. Exposition organisée avec la collaboration du Musée des beaux-arts de Bordeaux.
- Alechinsky : 50 ans d’imprimerie, présentée du 12 décembre au 23 mars 2003. Exposition organisée en collaboration avec le Centre de la Gravure et de l’Image imprimée, La Louvière.
- Bourdelle, présentée du 2 mai au 15 septembre 2002. Exposition organisée en collaboration avec le musée Bourdelle, à Paris.
- Les Génies de la mer. Chefs-d’œuvre de la sculpture navale du musée national de la Marine à Paris, présentée du 11 octobre au 17 mars 2002. Exposition organisée en collaboration avec le musée national de la Marine, à Paris, où elle a été présentée, du 5 février 2003 au 2 février 2004, et présentée également à l’Australian National Maritime Museum, à Sydney, du 7 avril au 9 octobre 2005.
- Le Retour des trésors polonais, présentée du 8 février au 6 mai 2001. Exposition organisée en collaboration avec le château royal du Wawel, à Cracovie, en Pologne.

### Articles
- « La muséographie au Canada : une pratique réputée, une formation en devenir », Perspective, 3 | 2008, 513-526 [mis en ligne le 12 avril 2018, consulté le 31 janvier 2022. URL : http://journals.openedition.org/perspective/3297 ; DOI : https://doi.org/10.4000/perspective.3297].

## Honneurs et distinctions
En 2005, Line Ouellet recevait le prix d’excellence de l’Association des musées canadiens, dans la catégorie « Publications », pour Camille Claudel et Rodin : la rencontre de deux destins, parue aux Éditions Hazan en 2005, ainsi que le prix Publication de la Société des musées québécois pour Design d’exposition. Dix mises en espace d’expositions au musée national des beaux-arts du Québec, une publication du musée national des beaux-arts du Québec éditée en 2003. En 2009, le prix d’excellence de la Société des musées québécois lui a été décerné, dans la catégorie « Institution », pour l’exposition Le Louvre à Québec, alors qu’en 2010, elle recevait l’insigne de chevalier de l’ordre des Arts et des Lettres, une décoration honorifique française qui récompense les personnes ayant contribué au rayonnement des arts et des lettres en France et dans le monde.